# Orting
Orting (korábban Gunson’s Prairie) az Amerikai Egyesült Államok északnyugati részén, Washington állam Pierce megyéjében elhelyezkedő város. A 2010. évi népszámlálási adatok alapján 6746 lakosa van.
A település névadója George Gunson; mai nevét S. A. Black ezredes, a Northern Pacific Railway regionális felügyelőjének javaslatára 1878. március 13-án vette fel. Orting 1889-ben kapott városi rangot.
2016 novemberében a város 250 ezer dollár kártérítést fizetett Gerry Pickens egykori rendőrnek, akit néhány nappal próbaidejének lejárta előtt bocsátottak el. Pickens a város első fekete bőrű rendőre volt; autójára rasszista feliratot fújtak, őt pedig megfenyegették, hogy ne tegyen panaszt felettese ellen.

## Éghajlat
| Hónap                         | Jan.  | Feb.  | Már.  | Ápr. | Máj. | Jún. | Júl. | Aug. | Szep. | Okt. | Nov.  | Dec.  | Év    |
| ----------------------------- | ----- | ----- | ----- | ---- | ---- | ---- | ---- | ---- | ----- | ---- | ----- | ----- | ----- |
| Rekord max. hőmérséklet (°C)  | 22,8  | 18,9  | 26,1  | 28,9 | 33,3 | 36,1 | 38,9 | 37,8 | 35,0  | 30,0 | 22,8  | 18,9  | 38,9  |
| Átlagos max. hőmérséklet (°C) | 7,8   | 9,4   | 11,7  | 14,4 | 17,8 | 20,6 | 23,9 | 24,4 | 21,1  | 15,0 | 10,0  | 6,7   | 15,3  |
| Átlagos min. hőmérséklet (°C) | 1,1   | 0,6   | 2,2   | 3,9  | 7,2  | 9,4  | 11,1 | 11,1 | 8,9   | 5,6  | 2,8   | 0,6   | 5,4   |
| Rekord min. hőmérséklet (°C)  | −18,0 | −15,6 | −12,8 | −5,0 | −3,3 | 0,0  | 2,2  | 2,8  | −1,7  | −5,6 | −18,0 | −18,0 | −18,0 |
| Átl. csapadékmennyiség (mm)   | 151   | 109   | 115   | 89   | 73   | 60   | 26   | 24   | 41    | 97   | 178   | 144   | 1107  |
| Forrás: The Weather Channel   |       |       |       |      |      |      |      |      |       |      |       |       |       |

## Népesség
A 2010-es népszámláláskor a városnak 6746 lakója, 2184 háztartása és 1688 családja volt. A népsűrűség 962,3 fő/km2. A lakóegységek száma 2361, sűrűségük 336,8 db/km2. A lakosok 87,9%-a fehér, 1,5%-a afroamerikai, 1,4%-a indián, 1,3%-a ázsiai, 0,5%-a a Csendes-óceáni szigetekről származik, 2,4%-a egyéb, 5%-a pedig kettő vagy több etnikumú. A spanyol vagy latino származásúak aránya 7,2% (   )
A háztartások 48,4%-ában élt 18 évnél fiatalabb. 59,5% házas, 11,5% egyedülálló nő, 6,3% egyedülálló férfi, 22,7% pedig nem család. 16,5% egyedül élt; 5,8%-uk 65 éves vagy idősebb. Egy háztartásban átlagosan 3,01 személy élt; a családok átlagmérete 3,34 fő.
A medián életkor 32,7 év volt. A város lakóinak 30,7%-a 18 évesnél fiatalabb, 7,8% 18 és 24 év közötti, 31,8%-uk 25 és 44 év közötti, 19,5%-uk 45 és 64 év közötti, 10,2%-uk pedig 65 éves vagy idősebb. A lakosok 50,7%-a férfi, 49,3%-a pedig nő.

## Oktatás
A város iskoláinak fenntartója az Ortingi Tankerület.

## Nevezetes személy
- Casey Carrigan, atléta[13]

## Fordítás
- Ez a szócikk részben vagy egészben  az   Orting, Washington című angol Wikipédia-szócikk ezen változatának fordításán alapul.  Az eredeti cikk szerkesztőit annak laptörténete sorolja fel. Ez a jelzés csupán a megfogalmazás eredetét és a szerzői jogokat jelzi, nem szolgál a cikkben szereplő információk forrásmegjelöléseként.